# Secuestro de Zamfara
El 26 de febrero de 2021, 279 estudiantes de entre 12 y 17 años fueron secuestradas en el estado de Zamfara, Nigeria, en una redada de bandidos armados en la Escuela Secundaria de Ciencias para Niñas del Gobierno, un internado en Jangebe (también traducido como Dengebe), Los secuestradores liberaron a sus víctimas el 2 de marzo de 2021.
El secuestro de Zamfara (o secuestro de Jangebe) fue el segundo secuestro escolar de Nigeria en febrero de 2021 y el tercero en tres meses, con un total de 633 víctimas. Nueve días antes, en el secuestro de Kagara, al menos 42 víctimas fueron secuestradas de una escuela en el estado de Níger, En diciembre de 2020, secuestradores secuestraron a 344 escolares en el estado de Katsina.

## Antecedentes
Tomar como rehenes a escolares para pedir rescate se ha vuelto bastante común en Nigeria. Los grupos criminales armados, descritos por el gobierno nigeriano como "bandidos", con frecuencia se dirigen a los lugareños y los grupos de bajos ingresos en lugar de los ciudadanos extranjeros o los empresarios adinerados. Dado que la mayoría de la gente pagará de buena gana para salvar a sus hijos, esto proporciona una fuente constante de ingresos a estos grupos. La participación de los niños también gana publicidad de estos grupos a través de la notoriedad, así como la moderación de acciones duras por parte del gobierno. Los casos de alto perfil han incluido el secuestro de colegialas de Chibok por el grupo yihadista Boko Haram en 2014. Entre 2011 y 2020, los nigerianos gastaron alrededor de US $ 18 millones en rescate, con la mayoría en la segunda mitad de la década. Otro grupo yihadista, la provincia de África Occidental del Estado Islámico, también ha llevado a cabo secuestros.
Nueve días antes de este incidente, el 17 de febrero, al menos 42 personas, incluidos 27 estudiantes, 3 maestros y 9 miembros de la familia, fueron secuestradas y un estudiante asesinado en una redada en una escuela pública en Kagara en el estado de Níger en Nigeria. Los rehenes del secuestro de Kagara fueron liberados el 27 de febrero.

## Secuestro
La redada en la Escuela Secundaria de Ciencias para Niñas del Gobierno en Jangebe comenzó cuando más de 100 atacantes armados llegaron a la escuela a la 01:00 hora local del 26 de febrero de 2021. Según los vecinos, los pistoleros permanecieron horas en la escuela antes de partir con las alumnas. Según los informes, los hombres armados también atacaron un campamento militar y un puesto de control de seguridad cercanos para evitar una intervención militar durante la redada. Se alega que algunos de los secuestradores llevaban uniformes de las fuerzas de seguridad. Los hombres armados también bloquearon todas las entradas a la escuela durante la redada, impidiendo la intervención de los vigilantes y policías locales.. Se disputa el método de transporte de los atacantes. Algunos testigos afirmaron que los bandidos llegaron en camionetas y motocicletas, mientras que otros afirmaron que llegaron a pie. Los pistoleros dispararon al aire; no está claro si esto fue para asustar a la población local o para participar. Un oficial de la Policía de Nigeria murió en la redada. Unas 50 niñas pudieron escapar de los secuestradores escondiéndose debajo de las camas y en los baños. Los secuestradores llevaron a los escolares al bosque cercano de Dangulbi, en el que se sabe que operan muchos grupos criminales. Un maestro dijo que solo se había contabilizado a 55 de las 421 estudiantes de la escuela en ese momento. Ningún grupo se ha atribuido todavía la responsabilidad del secuestro. Amnistía Internacional dijo que el incidente constituyó un crimen de guerra.
Una de las escolares afirmó posteriormente que los secuestradores los obligaron a marchar entre piedras y espinas, cargando a las que no podían y golpeándolos con sus armas y amenazándolos con fusilarlos para obligarlas a moverse. Inicialmente se informó que 317 niñas habían sido secuestradas de la escuela. Sin embargo, más tarde el portavoz del estado de Zamfara, Sulaiman Tanau Anka, aclaró que algunas de las niñas habían corrido hacia los arbustos cercanos que rodeaban la escuela en el momento del ataque y que los atacantes habían secuestrado a 279 niñas.

## Liberación de los estudiantes
El 2 de marzo de 2021, el gobernador del estado, Bello Matawalle, anunció en Twitter que las niñas habían sido liberadas y que ahora se encontraban en las instalaciones del gobierno en la capital del estado, Gusau, a la espera de reunirse con sus familias. El portavoz estatal aclaró que todas las niñas habían sido devueltas de forma segura y contabilizadas. Según los informes, las autoridades habían estado en contacto con los bandidos, pero Matawalle declaró que no se había pagado ningún rescate por su liberación. El comisionado de la policía del estado de Zamfara, Abutu Yaro, afirmó que un proceso de paz liderado por el gobierno había dado lugar a la liberación de las niñas. Muchas fuentes también afirman que se había contactado a "bandidos arrepentidos" para que se comunicaran con sus antiguos camaradas a fin de facilitar la liberación. La mayoría de las niñas estaban prácticamente ilesas en el momento de su liberación, pero aproximadamente 12 requirieron tratamiento hospitalario. Muchas sufrieron lesiones en los pies debido a caminar descalzas  y todas fueron sometidas a controles médicos.
Muhammadu Buhari declaró que estaba "complacido de que su terrible experiencia haya llegado a un final feliz sin ningún incidente", y que la noticia de su liberación le trajo "una alegría abrumadora". También tuiteó que el ejército y la policía seguirán persiguiendo a los secuestradores. La ONU pidió la rehabilitación urgente de las estudiantes. El 3 de marzo de 2021 se llevó a cabo una ceremonia de entrega. Durante la ceremonia, estallaron enfrentamientos entre los padres de los escolares y las fuerzas de seguridad, ya que los padres deseaban llevar a sus hijas a casa antes de la noche y se impacientaron con los funcionarios del gobierno que estaban pronunciando discursos, alegando que las carreteras no serían seguras después de la oscuridad. Sin embargo, los funcionarios insistieron en completar un traspaso formal. Las fuerzas de seguridad abrieron fuego y lanzaron gases lacrimógenos después de que turbas comenzaron a arrojar piedras a los funcionarios fuera de la escuela en respuesta a esto,  incluso en un convoy que transportaba al presidente del parlamento regional Nasiru Mu'azu Magarya.
Al menos tres personas recibieron disparos en la confusión resultante, incluida una muerte confirmada. Algunos residentes afirman que murieron hasta cuatro personas. Yaro negó las acusaciones de que sus hombres dispararon contra padres e hijos, calificando esos informes de "noticias falsas". Como resultado del incidente, el gobierno del estado de Zamfara impuso un toque de queda desde el anochecer hasta el amanecer, quien afirmó que era necesario "evitar cualquier otra ruptura de la paz". Las autoridades también cerraron los mercados en la ciudad, alegando que habían encontrado "pruebas sólidas" de que tales actividades estaban facilitando las operaciones delictivas. El portavoz estatal calificó el incidente como "una desafortunada desobediencia civil".